# Parapterois
Parapterois è un genere di pesci d'acqua salata appartenente alla famiglia Scorpaenidae.

## Distribuzione e habitat
Queste specie sono diffuse nelle acque tropicali dell'Indo-Pacifico, dove abitano zone costiere.

## Tassonomia
Al genere appartengono due specie:
- Parapterois heterura (Bleeker, 1856)
- Parapterois macrura (Alcock, 1896)